# Мытищинский приборостроительный завод
Мытищинский приборостроительный завод (МПЗ) — завод в Московской области, специализирующийся на изготовлении автоспецтехники для нефтегазового комплекса, МЧС, коммунального хозяйства и других отраслей, где требуется оборудование для эксплуатации в сложных дорожных и климатических условиях.

## История
Предшественником Мытищинского приборостроительного завода была Московская машинопрокатная база, которая в 1939 году была перемещена в город Мытищи.
В 1942 году база вошла в состав треста «Центрспецстрой» Народного комиссариата нефтяной промышленности СССР. А через два года предприятие начало осваивать и производить геофизическое оборудование и приборы, предназначенные для проведения исследований месторождений нефти и газа, а также специализированную аппаратуру для разведки рудных и горючих полезных ископаемых.
К 1946 году наркомат нефтяной промышленности СССР был разделен на два независимых: нефтяной промышленности южных и западных районов СССР. А в 1948 году, по указу Президиума Верховного Совета СССР, были объединены Министерства нефтяной промышленности южных, западных, восточных районов в одно Министерство нефтяной промышленности СССР.
Мытищинский ремонтно-механический завод был переименован в Мытищинский приборостроительный завод в 1949 году. Специализировался он на разработке и производстве геофизического и геологоразведочного оборудования, а также приборов автоматизации, включая геологоразведочные и электроразведочные станции.
В 1957 году администрация завода стала искать пути дальнейшего его развития и совершенствования системы управления, в результате чего пришло постановление о том, что будет произведен переход к территориальному принципу управления. 
Во время 1965 года были отменены республиканские экономические районы. На их место ввели Министерство приборостроения и систем управления. На тот момент Главное Управление по физическим и гидрометеорологическим приборам подчинило себе Министерство приборостроения.
В 1971 году создается Промышленное Всесоюзное объединение на базе Министерства приборостроения, систем управления и средств автоматизации. Объединение отвечало за производство электроизмерительных приборов «Союзэлектроприбор». Частью Всесоюзного объединения стал и Мытищинский приборостроительный завод.
За четыре года завод сформировал и отточил свою структуру штатного управления, появляются отделы: заработной платы и труда, производственно-диспетчерского, главного технолога, опытно-конструкторского, финансово-сбытового, кадров и технического обучения.
1977 год. Мытищинский приборостроительный завод поменял свою структуру управления, разбавив старые отделы новыми дополнениями и участками: малярных покрытий и окончательной комплектовки, энергоремонтных, регулировки и испытания.
Во время 1981 года был создан «Союзгеофизприборов» — Всесоюзное промышленное объединение, производящее геофизические приборы. Мытищинский приборостроительный завод вошел и в это объединение.
До 1985 года Мытищинский приборостроительный завод специализировался на производстве электроразведочных и каротажных станций, а также лабораторий, предназначенных для геологических исследований и разведки месторождений различных типов полезных ископаемых. Продукция завода относится к категории сложной геофизической аппаратуры, активно внедряющей современные методы вычислительной техники и микроэлектроники.
В промежутке с 1986 по 1987 год произошли следующие изменения: отдел комплектации стал отделом комплектации и кооперации, а отдел сбыта и финансов объединили в один отдел, но через год их снова разделили. Появился новый отдел — отдел внешней кооперации. Его преобразовали на базе отдела операции и комплектации.

В 1988 году завод создал отдел экспортно-импортных связей, однако через два года его упразднили. Через год также упразднили Министерство приборостроения, средств автоматизации и систем управления СССР. Все предприятия, которые входи в его состав, отошли другим министерствам. Так Министерство энерготехнической промышленности СССР получило Мытищинский приборостроительный завод.
В 1991 году Мытищинский приборостроительный завод стал специализироваться на выпуске наземной части каротажной и электроразведочной аппаратуры для работ в сфере геодезии. А Министерство промышленности РСФСР сократило свою аббревиатуру до РФ.
Структура завода изменилась в 1992 году. Теперь она включала в себя только два цеха с нумерованными участками.
Условия рыночной экономики вынудили пересмотреть управленческий состав в 1995 году. Новая команда разработала стратегию по возрождению завода и выхода на новый уровень рыночной торговли.
Годом позже на заводе происходит полное обновление модельного ряда продукции. Благодаря рыночной оценке и составлению прогнозов, были выявлены актуальные, на тот момент, изделия, выпуск которых возобновили.
В 1997 году завод ввел в эксплуатацию линию по производству изотермического кузова экстра-класса.
В 1998 году завод получил членство в Ассоциации делового и научно-технического сотрудничества по работам в скважинах и геофизическим исследованиям.
2004 год стал временем, когда ЗАО «МПЗ» вошло в число первой сотни предприятий России. В это время специалисты данного завода активно взаимодействуют с проектными организациями нефтяной, газовой и энергетической промышленности.
В период с 2005 по 2006 год предприятие увеличило объем производства специализированной техники в два раза. Расширенный ассортимент продукции представлял современные передвижные инженерные комплексы, оснащенные оборудованием для решения проблемных задач.
За следующие пять лет существования завода были введены в эксплуатацию новые производственные мощности на предприятии. Еще через три года завод освоил производство кузовов переменного объема, предназначенных для использования МЧС и силовыми структурами. Также были разработаны и выпущены утепленные вахтовые автобусы, специально предназначенные для работы в условиях Крайнего Севера. В дополнение были созданы машины связи, оснащенные антеннами на телескопических мачтах длиной до 30 метров.
2015 - 2017 года. На предприятии «МПЗ» был разработан и внедрен в производство колесный вездеход на основе полноприводного автомобиля. Этот процесс включал в себя комплексную инженерную деятельность, в рамках которой осуществлялись исследования, проектирование, испытания и последующее внедрение в серийное производство.
2018 - 2022 года. На предприятии было осуществлено расширение ассортимента продукции в сфере разработки раздвижных кузовов. Также предприятие вовлекалось в социальные и культурные инициативы страны, участвуя  в реализации национального проекта «Культура».

## Руководство
- Ермошкин Денис Александрович - Генеральный директор ООО «Мытищинский Приборостроительный Завод»

## Автоспецтехника
- Спецтехника в раздвижных кузовах переменного объема
- Подвижные пункты управления и комплексы связи
- Аварийно-спасательные и пожарные автомобили
- Передвижные мастерские и лаборатории
- Вахтовые и грузопассажирские автомобили
- Спецтехника для различных спецслужб
- Автоклубы
- Кванториумы
- Передвижные мастерские с краном-манипулятором КМУ
- Машины технической помощи
- Вахтовки, бытовки, вагон-дома
- Кинотехнологические автомобили (лихтваген, Светобаза, Гримваген, Гримерно-костюмерные актерские передвижные комплексы)
- Лаборатории (Станции) гидродинамических исследований и ремонта скважин (СГИ)
- Подъемники геофизические каротажные (ПКС-5, ПКС-3,5, ПКС-7)
- Станции каротажные (СКС)
- Передвижные Лаборатории перфораторной станции (ЛПС) (длина труб до 6 м)
- Станции взрывного пункта (СВП)
- Изотермические Автофургоны и кузова для перевозки охлажденных и замороженных продуктов и других грузов, требующих соблюдения температурного режима

## Структура
ООО «МПЗ» входит в состав
- Российский Союз Нефтегазостроителей (РОССНГС)
- Национальное агентство малоэтажного и коттеджного строительства (НАМИКС)
- Международная Ассоциация научно-технического и делового сотрудничества по геофизическим исследованиям и работам в скважинах (АИС)

## Санкции
12 декабря 2023 года, из-за российского вторжения на Украину, предприятие включено в блокирующий санкционный список США против компаний поставляющих продукцию для российской военно-промышленной базы, власти отмечают что «завод разрабатывает и производит спецтехнику для использования в экстремальных условиях, в том числе для Министерства обороны РФ». Ранее предприятие было включено в санкционный список Украины.